# バンコフの円

バンコフの円（赤）。中心は C_{6}。

幾何学において、バンコフの円（バンコフのえん、英: Bankoff circle , Bankoff triplet circle）は、アルベロスから構築されるアルキメデスの双子の円と等積な円（アルキメデスの円）の一つ。1974年、レオン・バンコフにより発見された。

## 生成
バンコフの円は3つの半円から成るアルベロスから作られる。アルベロスを作る3つの円に接する図のような円C1を描く（アポロニウスの問題の解の一つ）。 円C2を、C1とアルベロスを作る小さい2円の接点と、小さい2円同士の接点を通る円とする。この円C2をバンコフの円という。

## 半径
r = AB/ACとしてバンコフの円の半径は次のように書かれる。
{\displaystyle R={\frac {1}{2}}r\left(1-r\right).}